# Help You Fly
Help You Fly – utwór białoruskiego piosenkarza Alaksandra „Iwana” Iwanoua, napisany przez artystę we współpracy ze Timofiejem Leontiewem, Mary Susane Applegate i Wiktorem Drobyszem oraz wydany w formie singla w marcu 2016 roku.
Na początku grudnia 2015 roku utwór zakwalifikował się do stawki finałowej białoruskich eliminacji do 61. Konkursu Piosenki Eurowizji. 22 stycznia duet zaprezentował piosenkę jako siódmy uczestnik w kolejności w finale selekcji zorganizowanych w studiu 600 Meters w Mińsku. Numer zdobył ostatecznie największą liczbę 23 167 głosów telewidzów, dzięki czemu został wybrany na propozycję reprezentującą Białoruś podczas 61. Konkursu Piosenki Eurowizji w 2016 roku. 
12 maja utwór zostanie zaprezentowany przez piosenkarza jako piąty w kolejności podczas drugiego półfinału widowiska.

## Lista utworów
CD single
1. „Help You Fly” – 2:59